# Prospérité sans croissance
Prospérité sans croissance : La Transition vers une économie durable est un essai de l'économiste Tim Jackson publié en 2009 et traduit en 2010. L'ouvrage est un rapport de la Commission pour le développement durable, qui conseille le Gouvernement du Royaume-Uni. L'étude est très vite devenue le rapport de la Commission le plus téléchargé dans l'histoire de ladite commission. Il a servi de base pour le livre homonyme publié en 2017.

## Description
Prospérité sans croissance analyse les relations complexes entre croissance économique, crises écologiques et récession sociale. Il propose une voie vers une économie durable et plaide en faveur d'une redéfinition de la « prospérité » à la lumière des éléments qui contribuent vraiment au bien-être des personnes
La deuxième édition explore et étend ces idées grâce au concept d'« économie de demain ». Celui-ci analyse la nature de l'entreprise en tant que forme d'organisation de la société, le sens du travail et son rapport à la participation à la société, la fonction de l'investissement comme un engagement envers le futur, et le rôle de la monnaie comme bien social.
L'auteur démontre que l'économie peut être transformée de sorte qu'elle protège l'emploi, promeuve et facilite l'investissement social, et réduise les inégalités en soutenant la stabilité écologique et financière.

## Réception
Pour Le Monde, il s'agit de « l'un des ouvrages d'économie environnementale les plus marquants de ces dernières années. ». Le sociologue britannique Anthony Giddens indique que le livre était un « incontournable pour tous ceux qui s'intéressent au changement climatique et au développement durable ; [il est] courageux, original et complet. »
La deuxième édition du livre est remarquée par le ministre de l’Économie grec Yánis Varoufákis, qui estime qu'il s'agit d'« une lecture essentielle pour ceux qui refusent de succomber à un futur dystopique ».